# Tông Thàn mát
Tông Thàn mát, danh pháp Millettieae, là một tông thuộc họ Fabaceae (họ Đậu).
Tông này có các chi như sau:
- Aganope Miq., 1855: Dây cóc.
- Antheroporum Gagnep., 1915: Săng mây, hột mát, mát.
- Apurimacia Harms, 1923
- Austrosteenisia R.Geesink, 1984
- Brachypterum (Wight & Arn.) Benth., 1837
- Burkilliodendron Sastry, 1969
- Chadsia Bojer, 1843
- Craibia Harms & Dunn, 1911
- Craspedolobium Harms, 1921
- Dahlstedtia Malme, 1905
- Dalbergiella Baker f., 1928
- Deguelia Aubl., 1775[2]
- Derris Lour., 1790: Thuốc cá, cóc kèn.
- Dewevrea Micheli, 1898
- Disynstemon R.Vig., 1952
- Fordia Hemsl., 1886
- Hesperothamnus Brandegee, 1919[3]
- Kunstleria Prain, 1897
- Leptoderris Dunn, 1910
- Lonchocarpus Kunth, 1824
- Millettia Wight & Arn., 1834: Thàn mát.
- Muellera L.f., 1782
- Mundulea (DC.) Benth., 1852
- Ohashia X.Y.Zhu & R.P.Zhang, 2021
- Ostryocarpus Hook.f., 1849
- Philenoptera Hochst. ex A.Rich., 1847[4]
- Piscidia L., 1759
- Platycyamus Benth., 1862
- Platysepalum Welw. ex Baker, 1871
- Poecilanthe Benth., 1860
- Pongamia Adans., 1763: Bánh dày, nim, dây mấu, dây lim, khổ sâm hoa, thuỷ hoàng bi.
- Pongamiopsis R.Vig., 1950
- Ptycholobium Harms, 1915[5]
- Pyranthus Du Puy & Labat, 1995
- Requienia DC., 1825[5]
- Schefflerodendron Harms, 1901
- Sylvichadsia Du Puy & Labat, 1998
- Tephrosia Pers., 1807: Cốt khí, đoản kiếm.

## Hình ảnh

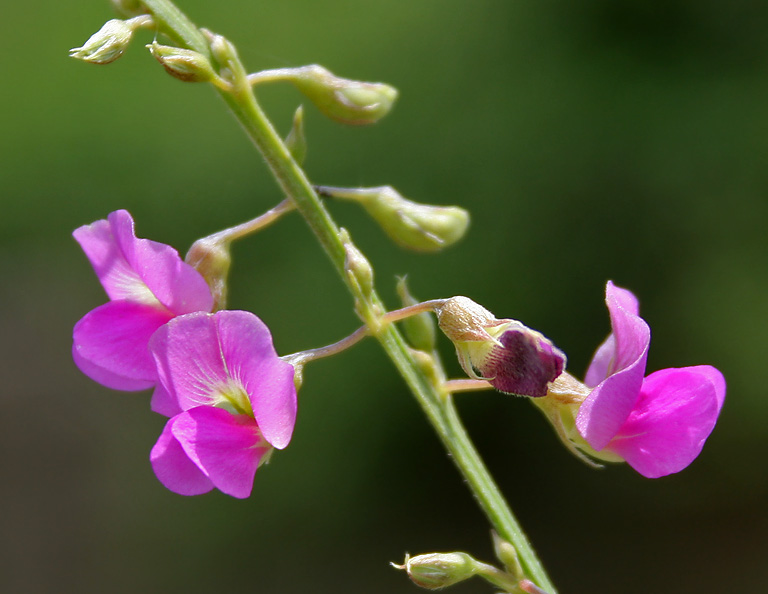
Tephrosia purpurea
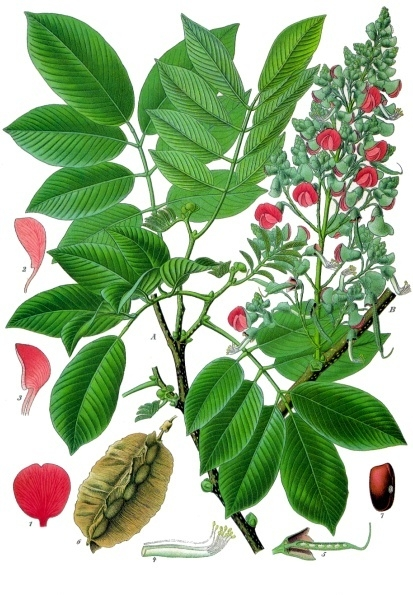
Piscidia piscipula
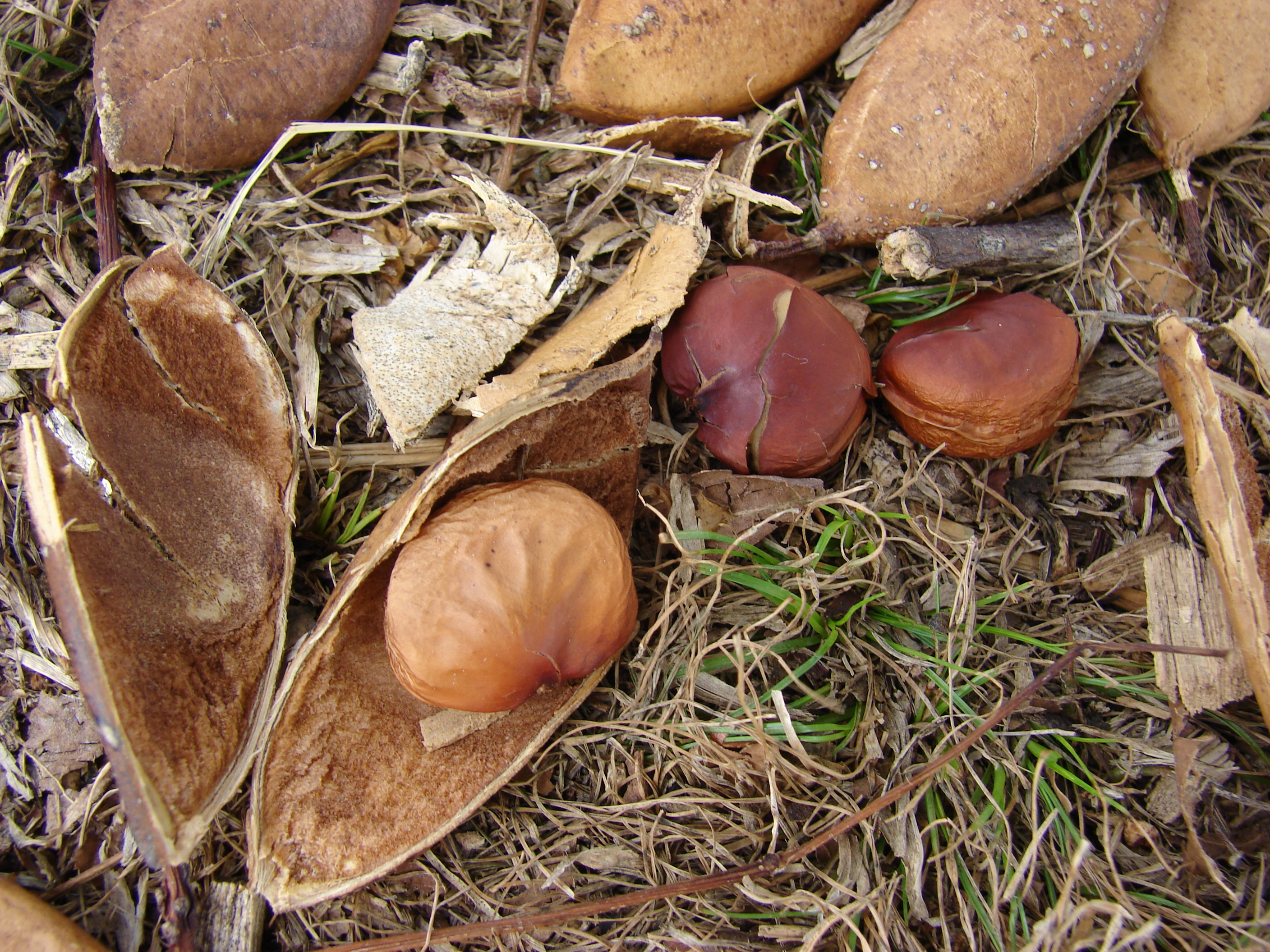
Pongamia pinnata